# سان-جرمان-سور-رينو
سان-جرمان-سور-رينو (بالفرنسية: Saint-Germain-sur-Renon)‏ هي بلدية فرنسية تقع في إقليم الآن. رمز إنسي لها هو:1359. أما الرمز البريدي لها فهو: 1240.